# Sanzon

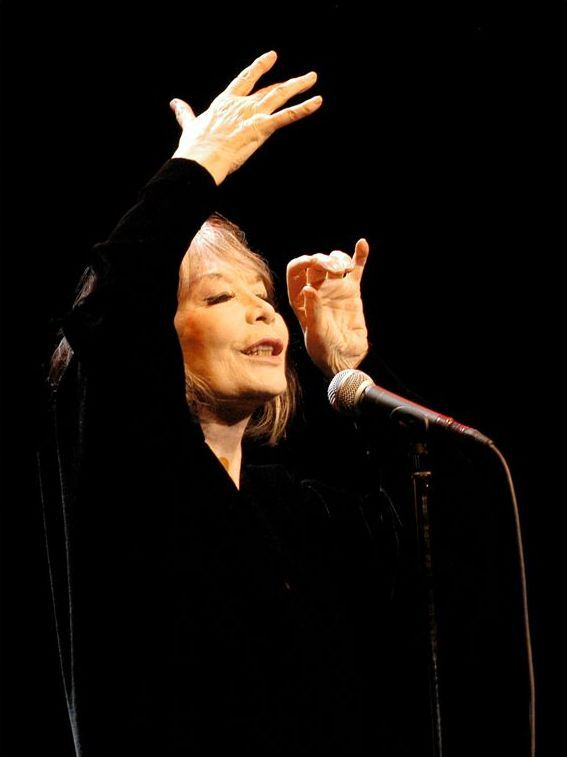
Juliette Gréco

A sanzon francia eredetű daltípus. Jellemzője a komoly mondanivaló, az igényes költői fogalmazás. Gyakran költők megzenésített verseit jelenti; lírai, néha epikus szöveggel.
A 19–20. század fordulóján Franciaországban keletkezett, a kabarékban tűnt fel. Eredetileg zongorakísérettel adták elő. Jellemzője a könnyed szórakoztatásra való törekvés volt, érzelmes, sikamlós vagy humoros – költői igényességű – szöveggel.
A chanson szó már a 14. században is a dalok neve volt Franciaországban, természetesen még egészen más – szólóban vagy kórussal előadott világi dalok – műfaját jelölve ezzel.

## Híres sanzonénekesek

### Franciák
- Charles Aznavour
- Guy Béart
- Gilbert Bécaud
- Lucienne Boyer
- Georges Brassens
- Jacques Brel
- Aristide Bruant
- Maurice Chevalier
- Danielle Darrieux

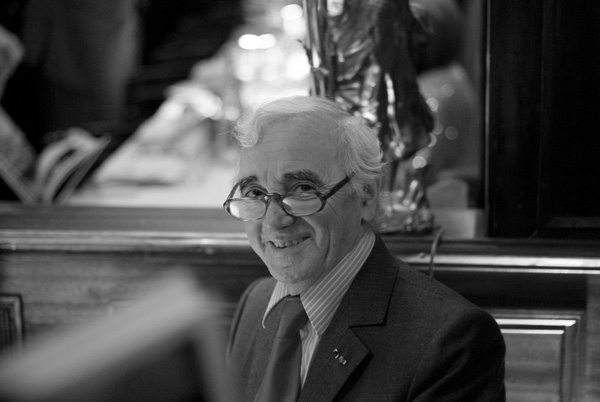
Charles Aznavour

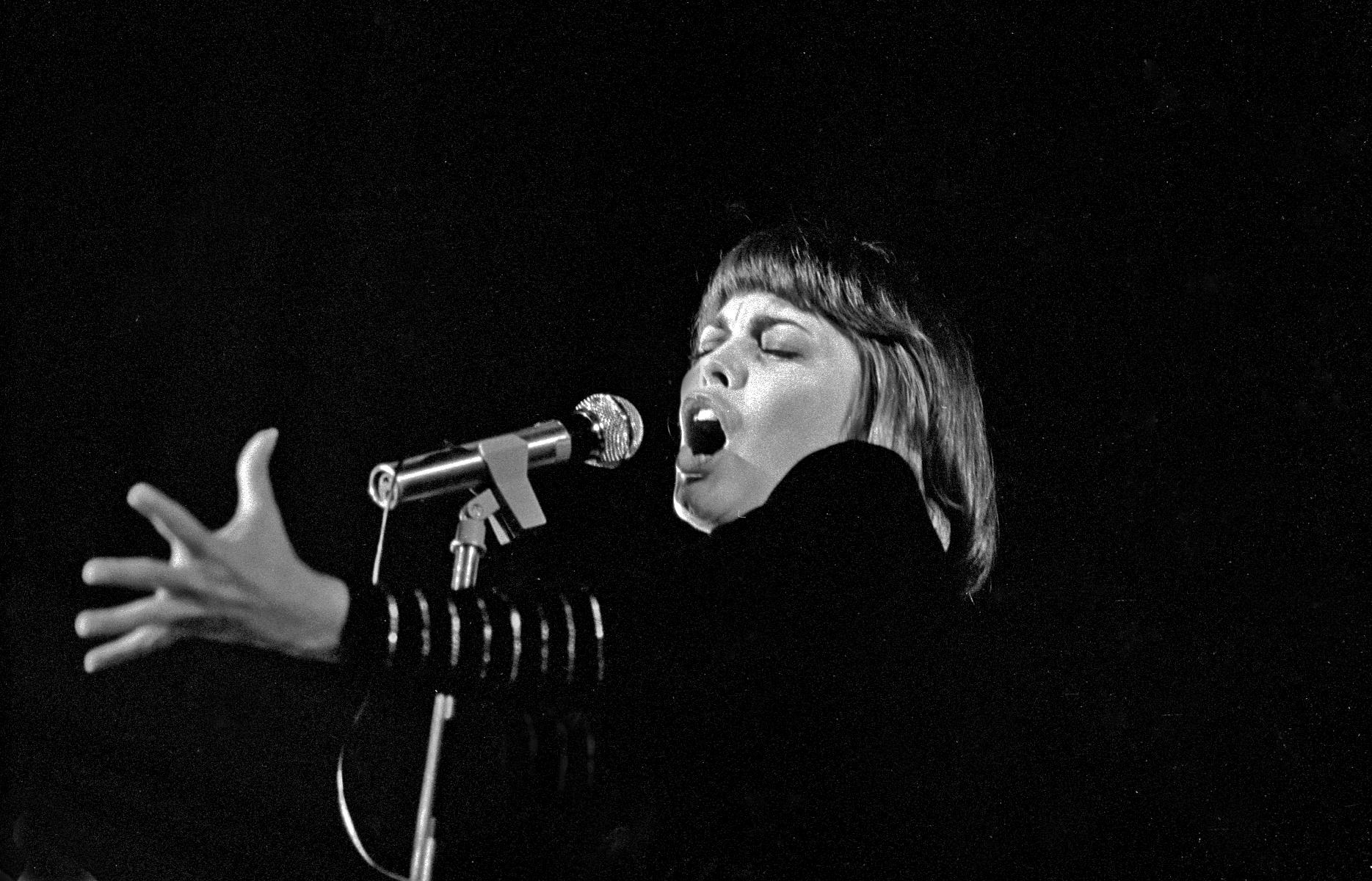
Mireille Mathieu

- Dalida (Yolanda Cristina Gigliotti)
- Sacha Distel
- Fréhel (Marguerite Boulc’h)
- Jean Gabin
- Serge Gainsbourg
- Juliette Gréco
- Yvette Guilbert
- Mireille Mathieu
- Mistinguett
- Yves Montand
- Georges Moustaki
- Patachou
- Édith Piaf
- Tino Rossi
- Jean Sablon
- Henri Salvador
- Charles Trenet

A francia sanzon a francia Wikipédián, ld. ott

### Oroszok
- Veronyika Dolina
- Alekszandr Galics
- Novella Matvejeva
- Bulat Okudzsava
- Alekszandr Vertyinszkij
- Vlagyimir Viszockij

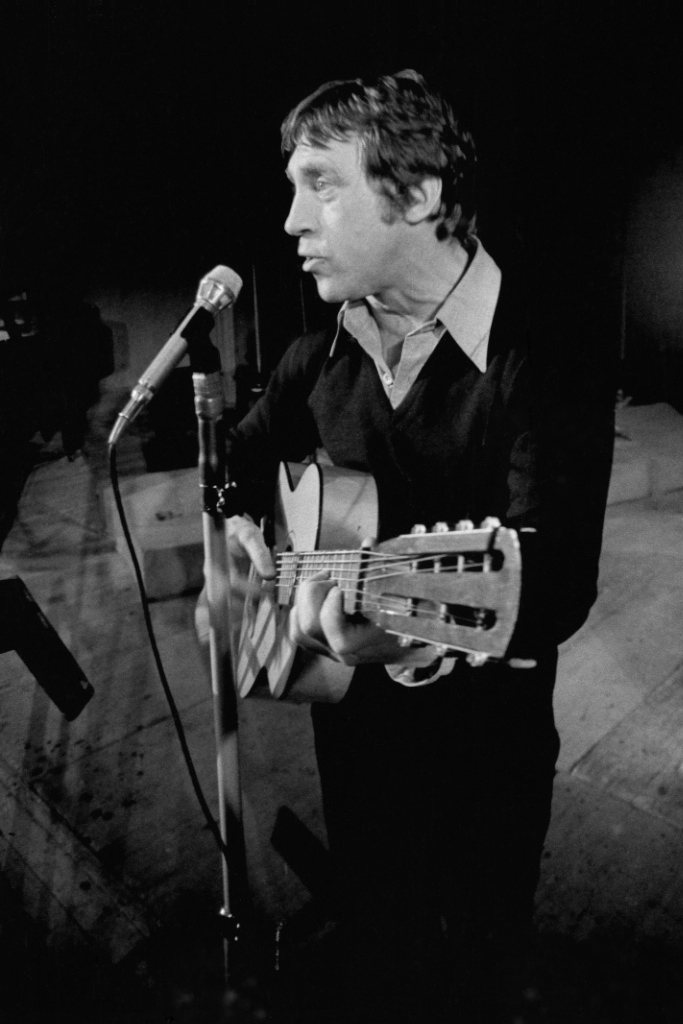
Vlagyimir Viszockij

Az orosz sanzonról szóló szócikk az orosz Wikipédiában; ld. ott (ru)

### Magyarok
- Bardóczy Attila
- Bleier Lili
- Bródy János
- Császár Angéla
- Cseh Tamás
- Gara György
- Gózon Gyula
- Karády Katalin
- Kishonti Ildikó
- Kulka János
- Mezei Mária
- Medgyaszay Vilma
- Nagykovácsi Ilona
- Neményi Lili
- Pintér Gabriella
- Presser Gábor
- Sennyei Vera
- Sólyom Janka
- Szilágyi Enikő
- Sztevanovity Zorán
- Vári Éva
- Vidor Ferike
- Zsolnai Hédi

## Műfaji kapcsolódása
A sanzon kapcsolódik az orfeumi pajkos, pajzán kuplék műfajához mint előzményhez. A műfaj felhígulása szentimentális dalokkal és gyermekdalokkal folytatódott az 50-es években (Évike az Állatkertben, Levél apukához, Tata kupi mi auto Jugoszláviában stb.).

## A kezdetek magyar szövegírói
Ady Endre, Kosztolányi Dezső, Heltai Jenő, Szép Ernő, Tóth Árpád, Babits Mihály

## A kezdetek magyar zeneszerzői
Reinitz Béla, Nádor Mihály, Buday Dénes, Huszka Jenő, Szirmai Albert